# Scarus coelestinus
Scarus coelestinus es una especie de peces de la familia Scaridae en el orden de los Perciformes.

## Morfología
Los machos pueden llegar alcanzar los 77 cm de longitud total.

## Distribución geográfica
Se encuentra desde Bermuda, las Bahamas y Florida hasta Río de Janeiro (Brasil).